# Giovanni da Udine

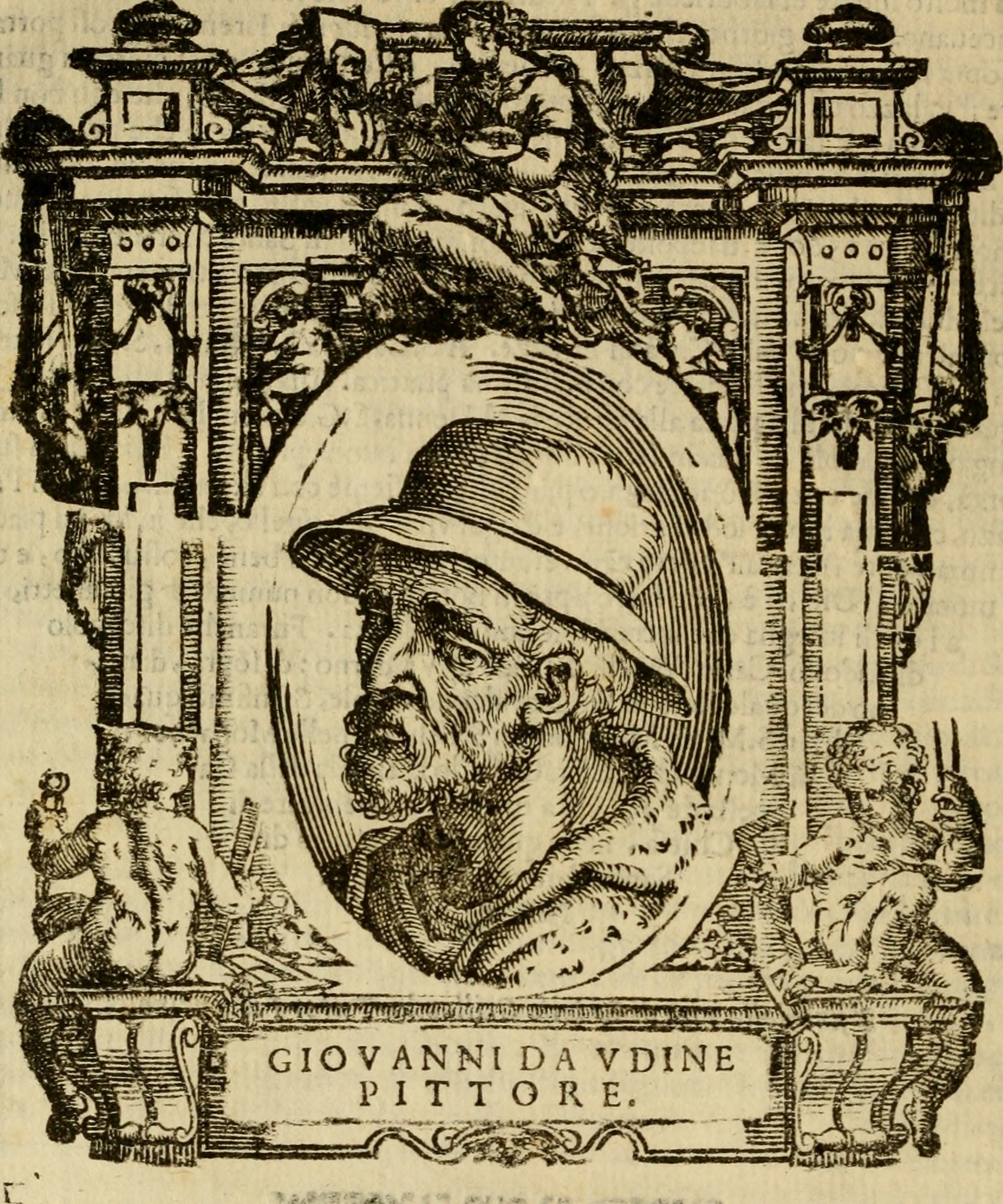
Giorgio Vasari, Porträt des Giovanni da Udine, Holzschnitt, 1568 (Titelseite der Vita des Künstlers)

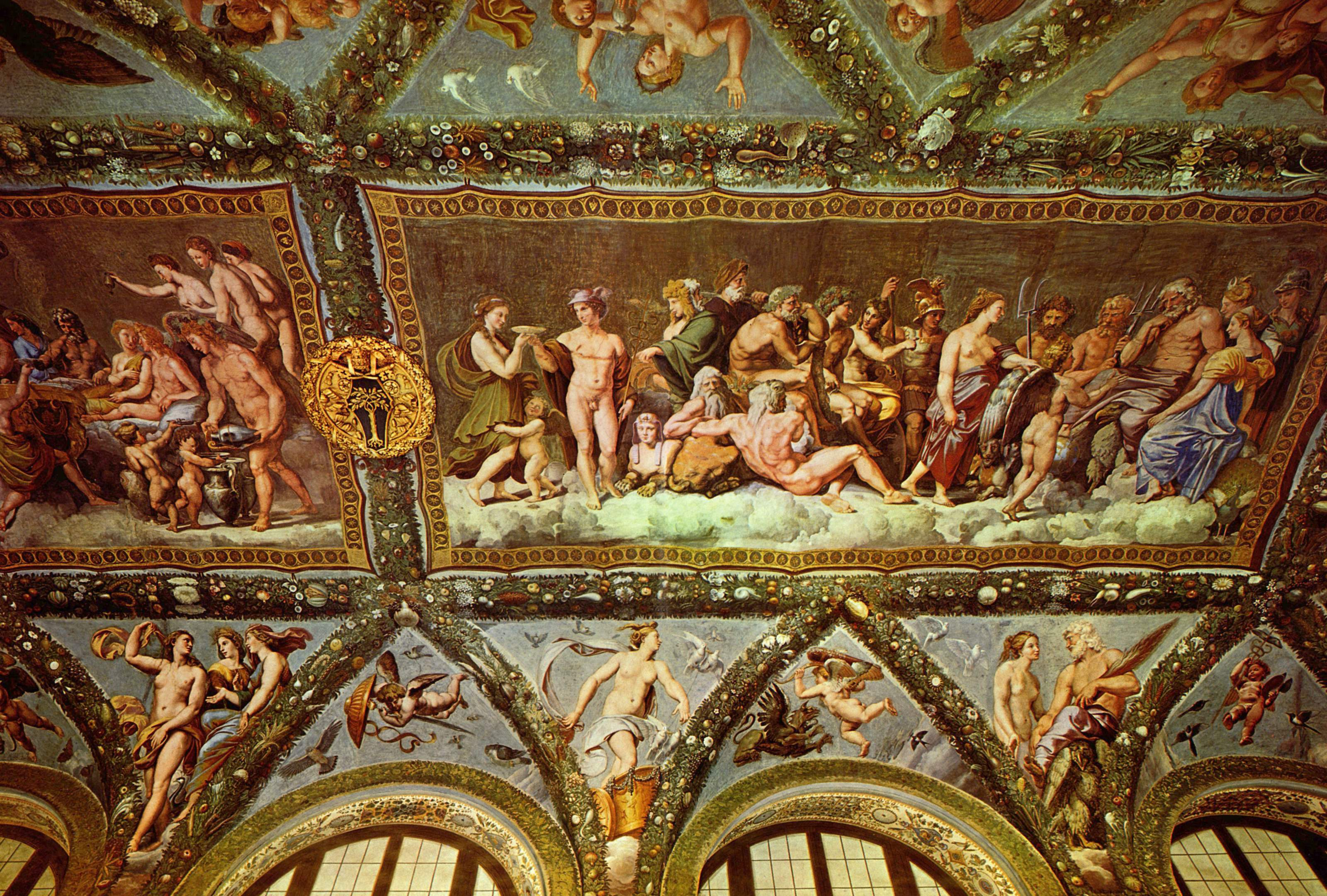
Raffael und Werkstatt, Decke der Gartenloggia, 1518, Villa Farnesina, Rom (Fruchtgirlanden von Giovanni da Udine)

Giovanni da Udine, eigentlich Giovanni Ricamatore, (* 27. Oktober 1487 in Udine in Oberitalien; † 1564 in Rom) war ein in verschiedenen italienischen Städten aktiver Maler und Architekt. Schon seinen Zeitgenossen galt er als Spezialist für Grotesken und Stuckaturen. Als Mitarbeiter der Werkstatt Raffaels war er unter anderen an der Ausführung der Dekorationen in der Villa Farnesina in Rom und der Loggien im Apostolischen Palast im Vatikan beteiligt.

## Leben

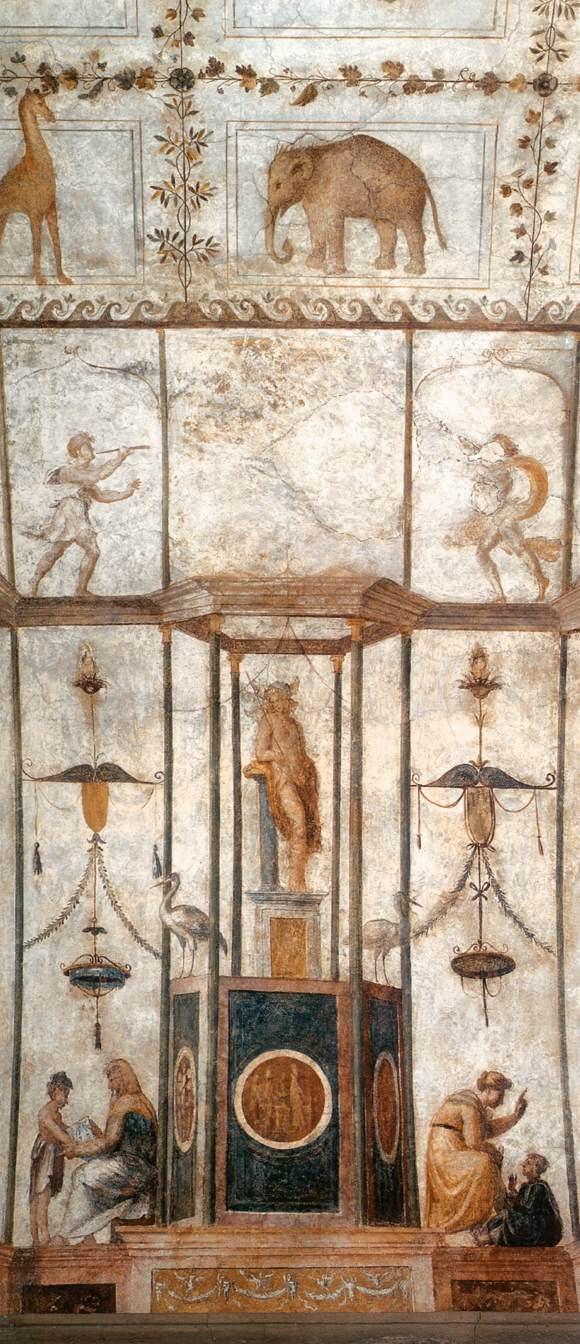
Giovanni da Udine, Grotesken, Loggetta des Kardinals Bibbiena, 1516–1517, Apostolischer Palast, Vatikan

Giovanni wurde als Sohn von Francesco Ricamatori und Elena di Zinano di Ribis in Udine geboren. 1502 trat er als Lehrling in die Werkstatt des Malers und Kupferstechers Giovanni Martini ein. Möglicherweise auf Empfehlung des kunstinteressierten Kardinals Domenico Grimani – laut Giorgio Vasaris Vita des Künstlers ein enger Freund („amicissimo“) – konnte er um 1515 in die Werkstatt Raffaels wechseln, in der er bis zu dessen Tod 1520 arbeitete. Nach Vasari malte er in Raffaels Gemälde mit der Verzückung der hl. Cecilia (ca. 1514–1515) die am Boden liegenden Musikinstrumente. Außerdem war er an der Freskierung und Stuckierung von Innenräumen in der Villa Farnesina (1518) und im Palazzo Baldassini in Rom sowie von zwei Räumen des Kardinals Bibbiena ('stufetta' und 'loggetta', 1516 und 1517) und der Loggien Raffaels im Apostolischen Palast (1417–1519) im Vatikan beteiligt. Giovanni war dort unter anderem für das Malen von antikisierenden Grotesken-Ornamenten verantwortlich. Nach Vasari hatte der Künstler die als „Grotten“ bezeichneten unterirdischen Räume der Domus Aurea in Rom besucht, die Ende des 15. Jahrhunderts wiederentdeckt worden waren und deren aufwändige Dekorationen in diesen Jahrzehnten auf große Begeisterung stießen.
Nach Raffaels Tod arbeitete er unter anderem für Kardinal Giulio de’ Medici (ab 1523 Papst Clemens VII.) in Rom (1520–1525 Villa Madama) und Florenz (1521–1522 ehem. Loggia des Palazzo Medici). Nach dem Sacco di Roma, der Eroberung und Plünderung Roms durch kaiserliche Truppen 1527, ging Giovanni vorübergehend nach in seine Heimatstadt Udine im Friaul, wo er einen Uhrturm (Torre dell’Orologio) entwarf.
1528 war er bereits wieder in Rom. Für Clemens VII. übertrug er dort das frühchristliche Mosaik aus der Apsis von Alt-Sankt Peter in das so genannte Tegurium von Bramante, wofür ihn der Papst zum Cavaliere della milizia di S. Pietro ernannte und ihm eine Leibrente gewährte. 1532–1534 führte er gemeinsam mit Domenico da Forlì im Auftrag Papst Clemens VII. die Stuckdekorationen in der Kuppel von Michelangelos Neuer Sakristei von San Lorenzo in Florenz aus.

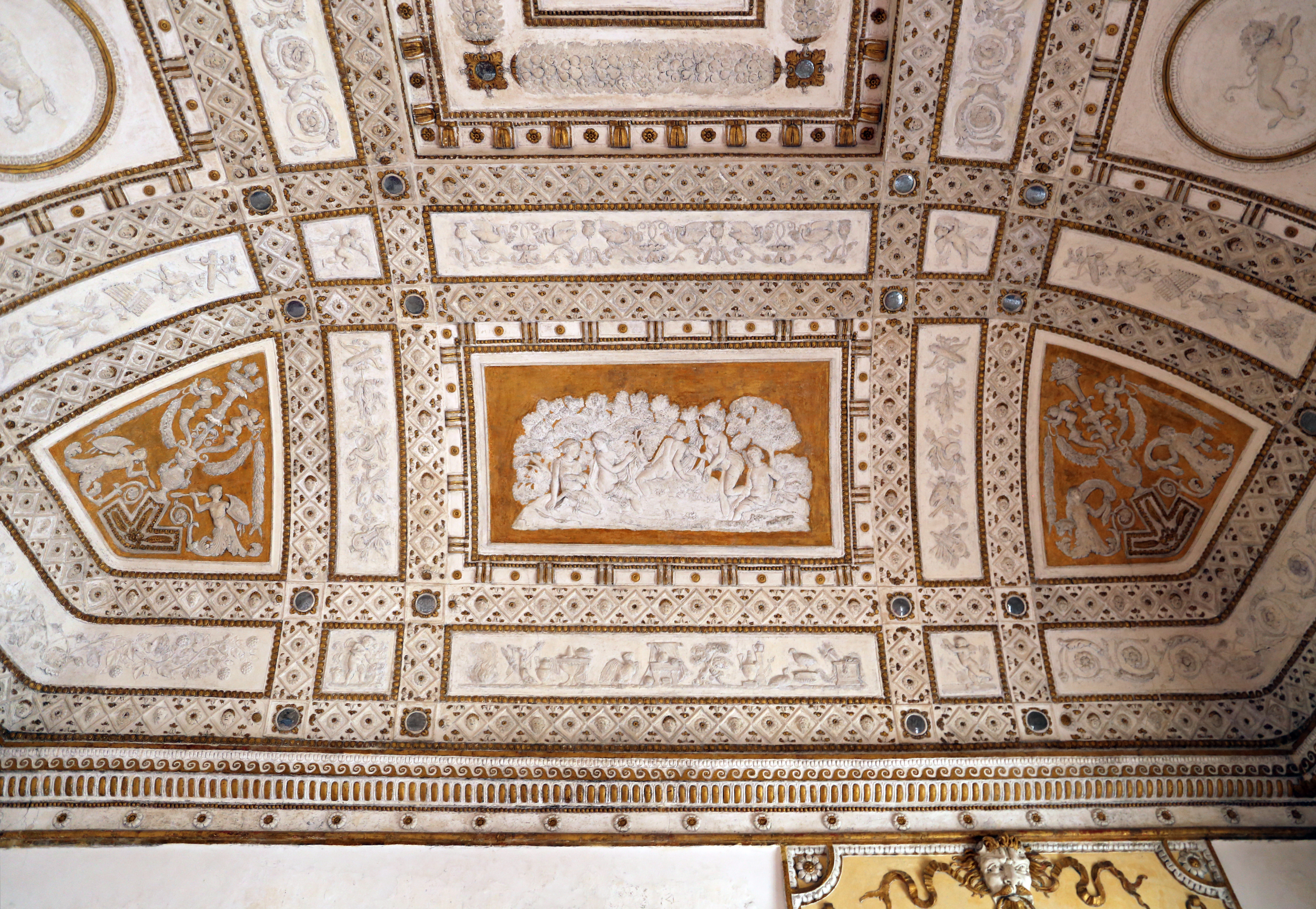
Giovanni da Udine, Camera di Callisto, 1537–1540, Palazzo Grimani, Venedig

Anschließen war er für einige Jahre in Udine bzw. im Friaul und im Veneto als Maler (vor allem von Prozessionsbannern für Kirchen), Baumeister und Stuckspezialist aktiv. Ende der 1530er Jahre übernahm er in Venedig die Ausstattung zweier Zimmer – eines davon gemeinsam mit dem Maler Francesco Salviati – im Palazzo Grimani (1537–1540). In den 1530er oder 1540er Jahren entstand ein langer, in Stuck und Fresko ausgeführter und von Giorgio Vasari gelobter Fries im Castello di Spilimbergo. Nachgewiesen ist auch seine Mitarbeit beim Wiederaufbau des durch ein Erdbeben zerstörten Castello di Udine 1552 und der Entwurf eines Brunnens für die Piazza Mercatonuovo (heute Piazza Matteotti).
Nach der Wahl Pius’ IV. zum Papst kehrte Giovanni nach Rom zurück, wo er 1561 bis zu seinem Tod im Juli desselben Jahres an der Ausführung von Dekorationen im Vatikanischen Palast mitwirkte. Nach Vasari wurde er im Pantheon in Rom in der Nähe von Raffaels Grabmal bestattet; die Lage seines Grabs ist jedoch unbekannt.

## Werke

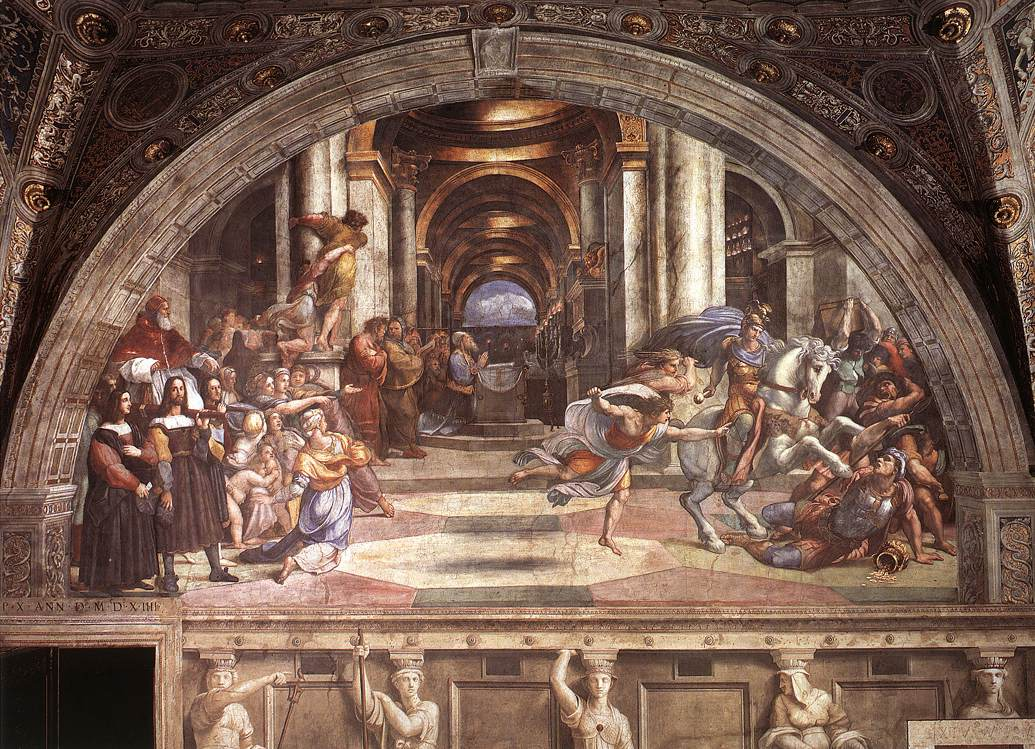
Raffael, Vertreibung des Heliodor aus dem Tempel; Stuckdekoration von Giovanni da Udine

- Geschichte von Amor und Psyche in der Gartenloggia der Villa Farnesina in Rom, zusammen mit Giulio Romano und Giovanni Francesco Penni, (Fruchtkränze)
- Gemälde- und Stuckdekoration in der Loggia der Villa Madama in Rom, zusammen mit Raffael
- Stuckdecke im Vestibül der Villa Madama in Rom
- Stanza di Eliodoro, zusammen mit Raffael und Giulio Romano, Vatikan
- Palazzo Baldassini in Rom, Grotesken im Erdgeschoss, mythologische Szenen im ersten Geschoss
- Stuck und astronomische Bilder in der Sala dei Pontefici im Appartamento Borgia, zusammen mit Perino del Vaga, Vatikan